# Sericoptera areata
Sericoptera areata är en fjärilsart som beskrevs av Fabricius 1781. Sericoptera areata ingår i släktet Sericoptera och familjen mätare. Inga underarter finns listade i Catalogue of Life.